# T.I.M.E.
T.I.M.E. (The Inner Mind's Eye) è il secondo e ultimo album del gruppo hip hop statunitense Leaders of the New School. Uscito a ottobre del 1993, non è riuscito ad ottenere lo stesso successo del precedente A Future Without a Past....
Dopo l'uscita il gruppo cominciò ad avere problemi personali e creativi che portarono al loro scioglimento nel 1994.

## Accoglienza
L'album si rivelò un successo nettamente inferiore rispetto al precedente. Il singolo What's Next raggiunse la 1ª posizione nella Billboard Hot Rap Singles del 1993.

## Tracce
1. Eternal – 1:28
2. Understanding The Inner Mind's Eye – 3:05 (musica: Charlie Brown)
3. Syntax Era – 4:39 (musica: The Vibe Chemist Backspin)
4. Classic Material – 4:00 (musica: Busta Rhymes, The Vibe Chemist Backspin)
5. Daily Reminder – 3:39 (musica: R.P.M.)
6. A Quarter To Cutthroat – 4:53 (musica: Leaders of the New School)
7. Connections (feat. Cool Whip, Brittle Lo, The Capital L.S., Jeranimo, Rampage, Blitz, Sha-Now the Remedy Man, Pudge God, Kollie Weed) – 4:04 (musica: Busta Rhymes, Cut Monitor Milo)
8. What's Next? – 4:38 (musica: Dinco D)
9. Droppin' It-4-1990-Ever – 0:30
10. Time Will Tell – 4:58 (musica: Roger "Rampage" McNair, The Vibe Chemist Backspin)
11. Bass Is Loaded – 4:31 (musica: Busta Rhymes)
12. Spontaneous (13 MC's Deep) – 4:39 (musica: Sam Sever)
13. Noisy Meditation – 4:15 (musica: Busta Rhymes)
14. The End Is Near – 4:24 (musica: Raheem Isom)
15. Zearocks – 1:25
16. The Difference – 5:28 (musica: Busta Rhymes)
17. Final Solution – 0:31 (musica: Busta Rhymes)